# 克雷珀爾施羅芬山

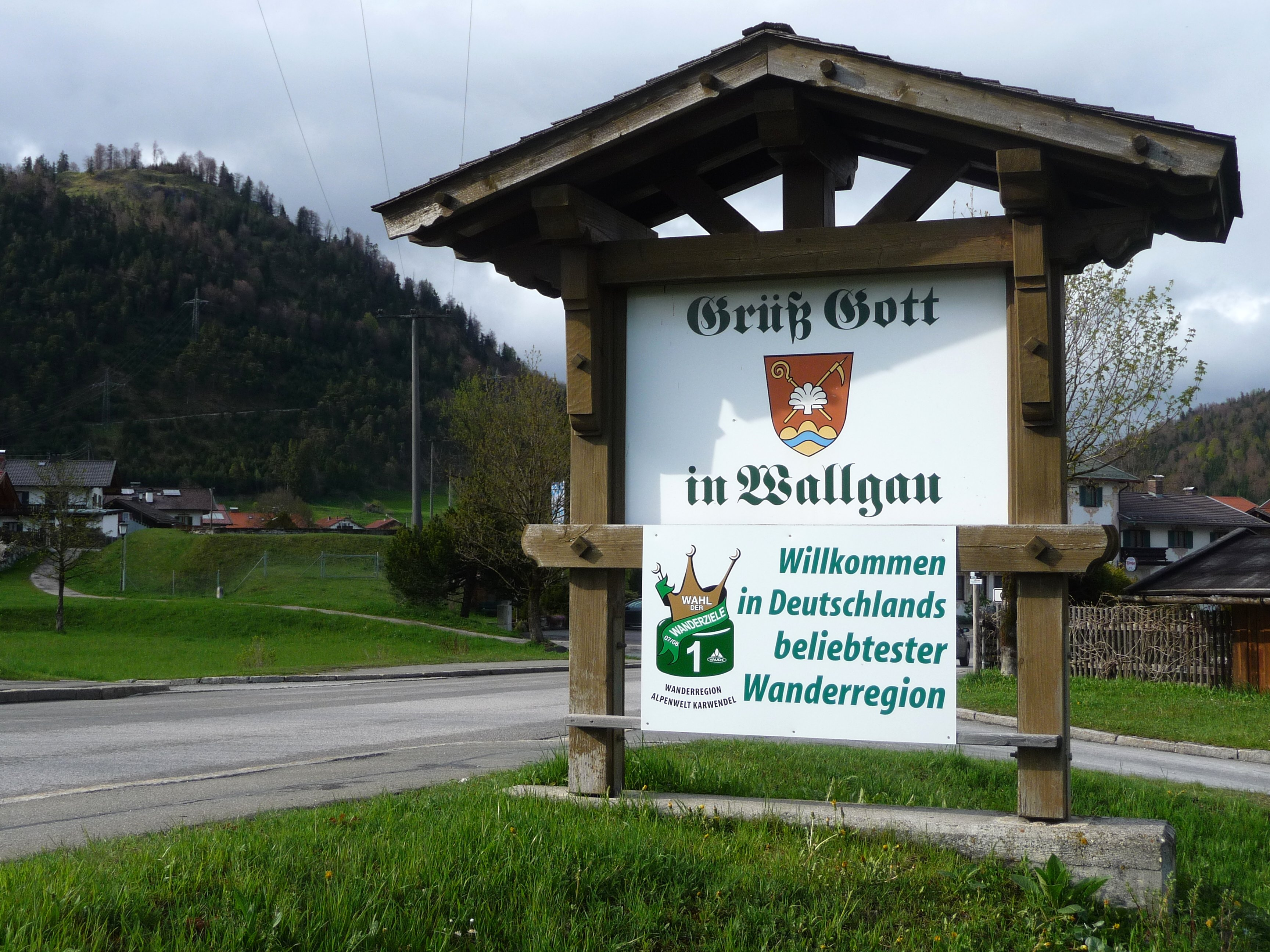

47°31′35″N 11°16′37″E / 47.52634°N 11.27703°E
克雷珀爾施羅芬山（德語：Krepelschrofen），是德國的山峰，位於該國東南部，由巴伐利亞負責管轄，屬於巴伐利亞前阿爾卑斯山脈的一部分，海拔高度1,160米，每年平均降雨量1,666毫米。